# Patellapis rufobasalis
Patellapis rufobasalis là một loài Hymenoptera trong họ Halictidae. Loài này được Alfken mô tả khoa học năm 1930.